# 일본어 로마자 표기법
한자(칸지)
가나
- 히라가나
  - 헨타이가나
- 가타카나
- 만요가나

사용법
- 후리가나
- 오쿠리가나

로마자 표기법(로마지)
- 헵번식
- 훈령식 (ISO)
- 일본식 (전자법)

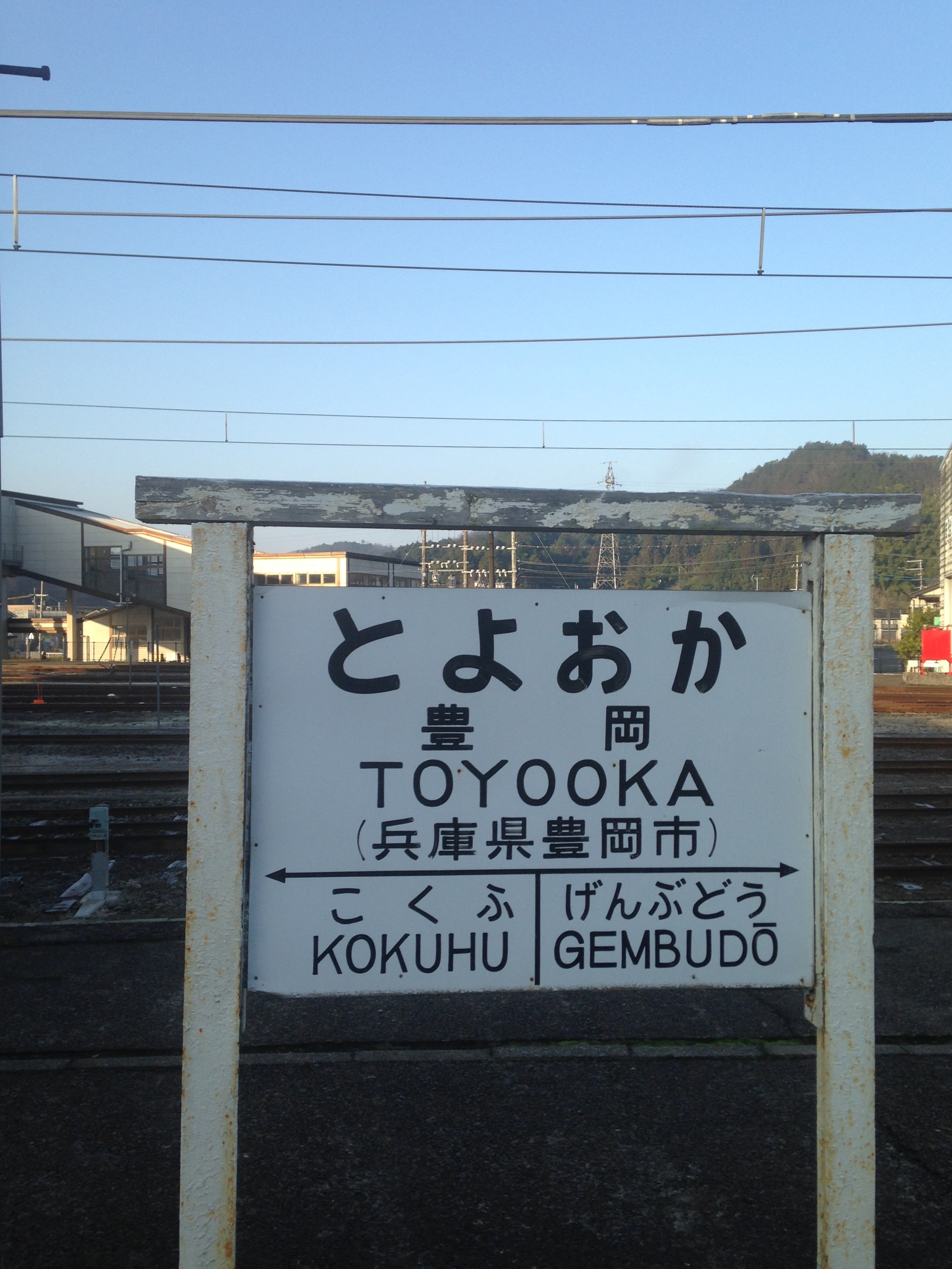

일본어 로마자 표기법은 일본어를 로마자로 표기하는 방법이다.
메이지 시대의 국어 학자나 태평양 전쟁 항복 후의 연합군 최고사령부의 기초 민주화 정책의 일환으로서 초빙된 제1차 미국 교육 사절단이 1946년 3월 31일에 제출한 제1차 미국 교육 사절단 보고서에서, 일본어에 사용되는 문자 수를 대폭 줄여 일본어의 습득을 빠르게 하기 위해 일본어의 주된 표기를 로마자로 해야 한다는 주장(로마자론)이 나왔지만, 비판이 커서 그 의견은 받아들여지지 않았다.

## 로마자 표기법의 역사
1591년에 포르투갈식 로마자 표기법으로 출판한 사도행전 산토스의 작업 안 발췌(サントスの御作業の内抜書, Santos no Gosagveo no uchi Nuqigaqi)가 현존하는 가장 오래된 로마자 문서이다. 포르투갈식이나 네덜란드식은 가나와의 일대일 대응이 없고, 사용은 선교사나 학자 등의 극히 좁은 범위에 한정되어 있었다.
가나와 로마자를 일대일 대응시킨 최초의 방식은, 1867년에 제임스 커티스 헵번이 “일영어림집성(和英語林集成)” 제1판에서 쓴 로마자로, 헵번식 로마자 표기법이라 알려져 있다. 하지만 이 방식은 영어의 발음에 준거하기 때문에, 일본어 표기법으로서는 파탄이 너무 많다는 의견이 있었다. 그런 형편에서 1885년에 다나카다테 아이키쓰가 음운학 이론에 기초한 일본식 로마자 표기법을 고안했다.
일본식은 음운학 이론의 결실로, 국내외의 적지 않은 언어론자의 찬동을 얻었다. 그러나 영어 사용자에게 있어서 영어의 발음에 준거하지 않은 일본식은 받아들이기 어려운 것이었고, 표음주의 하에 양쪽을 기초로 개변한 절충안이 1937년에 내각 훈령 제3호로서 공포된 훈령식 로마자 표기법이다.
2차 대전 후, 미국 통치 하에서 다시 헵번식이 발흥해서 혼란이 생겼기 때문에, 1937년의 내각 훈령 제3조는 폐지되었고, 헵번식 사용을 ‘국제적 관계 등 종래의 관례를 갑작스럽게 바꾸기 어려운 경우’로 제한한다는 문구를 추가해 1954년에 내각 고시 제1호로 새롭게 공포하였다. 1989년에는 국제 표준화 기구(ISO)가 훈령식을 기본으로 하고 엄밀한 일본어 전사에는 일본식을 사용할 수 있는 방식을 채용하여 ISO 3602로서 승인했다.
각 방식이 확정되기 이전에는, 서구의 자국어의 영향을 받은 다양한 표기법이 존재하고 있었다. 이것들은 1879년에 창업한 구 도쿄 해상이 Tokio Marine, 1875년에 창업한 시마즈 제작소가 Shimadzu, 홋카이도에 서식하는 생물의 학명에 Yezo가 붙는 등, 현재에도 남아있는 것이 있다.

## 표기법 규격

### 일본 국내 규격
일본 국내의 표준 규격은 1954년의 내각 고시 제1호(제1표)가 나타낸 훈령식이다. 제2표에서 햅번식, 일본식 표기도 인정했지만, ‘국제적 관계 등 종래의 관례를 갑작스럽게 바꾸기 어려운 경우’로 제한된다. 또한 제2표에 따른 헵번식 또는 일본식으로 표기할 때도 ‘추가(そえがき)’를 적용한다.

### 국제 규격
국제 표준화 기구 (ISO)가 1989년에 승인한 ISO 3602가 이에 해당한다. 제3항에
| “ | 채용된 로마자화 방식은, (중략) 훈령식이라는 이름으로 알려져 있는 방식이다. | ” |

라는 문구가 있다. 단 제5항의 원주 2로 인해, 엄밀 전자에 한해 일본식의 표기를 채용한다.

### 영미 규격
1. 영국 규격 협회 (British Standards Institution)의 영국 규격[3]
2. 미국 규격 협회 (ANSI;American National Standards Institute)의 미국 규격

양쪽의 내용은 다르지 않다. 미국 규격은 1994년에 폐지되었다. 현재, 미국에 일본어 로마자 표기법에 관한 규격은 존재하지 않는다.

### 그 외의 방식
단체 등이 독자적으로 정한 로마자 표기법으로, 제정자의 권한이 미치는 범위에서 효력이 있다. 잘 알려진 것을 들겠다.

#### 외무성 헵번식 표기법
외무성이 헵번식을 바탕으로 정한 방식. 여권의 성명 기재에 사용된다. 장음은 원칙적으로 표기하지 않지만 장음 '오'에 한해 OH로 표기할 수 있는 등, 변칙적인 확장이 보인다. 2005년도부터는 외무성식에 따르지 않은 표기법도 본인이 희망할 경우 인정하는 방침으로 괄호 안에 병기한다고 한다.
- 예) 譲二 조지[*]: Joji(George)

#### 도로 표지판 헵번식 표기법
외무성식 표기법과 흡사하다. 장음은 표기하지 않는다. 발음(撥音)은 n(1954년 내각고시)로 나타낸다. 구분점은 하이픈(1937년 내각훈령)으로 나타낸다. ch가 계속될 경우 c를 반복하지 않고 t(영미 규격)로 쓴다.

#### 역명판 헵번식 표기법
철도게시규정 (1947년 7월 26일 운수성달 제398호)의 별표 1에 개수 헵번식의 로마자 표기법으로 규정되어 있다. 장음은 모음 위에 마크론을 추가하고, 하네루 음은 헵번식 (B, M, P의 앞에서는 "M", 그 외에는 "N"), 구분점은 하이픈, ch가 계속될 경우 c를 반복하지 않고 t(영미 규격)로 쓴다.
실제로는 장음 표기를 중심으로 이 규격에 준거하지 않는 철도사업자도 많고, 또 같은 철도사업자 내에서도 복수의 표기가 혼합 사용되고 있는 경우도 있다.

## 로마자 표기법의 사용
국외에서는 영어를 중심으로 한 라틴 문자 언어에서 일본어를 표기할 때에 쓰인다. 발음 표기로서의 의미도 갖는 경우가 많다. 사용은 전적으로 일본어 단어나 어구를 인용할 때만으로 한정되고, 일본어 문장 전체가 로마자로 표기되는 경우는 거의 없다. 비 라틴 문자를 취급하지 않는 컴퓨터 환경 등에서 일본어를 표기할 때도 사용된다.
국내외의 공식 문서에서는 자주 훈령식의 사용이 요구되지만, 보통 일반에는 국내 규격도 국제 규격도 존중받지 않는다. 각종 표기법이나 로마자 입력방식 등이 각자의 판단으로 사용되고 있다. 표기의 혼란은 장음 표기나 띄어쓰기에서 대단히 심하지만, 로마자 표기법은 일문의 전사에 지나지 않고, 원래의 표기를 유추할 수만 있으면, 오해나 혼란은 별로 문제되지 않는 것이 실정이다. 정서법으로서의 로마자 표기법은 실천되지 않은지 오래다.

## 훈령식 표
|    | あ | い   | う   | え | お | ん | (요음) | (요음) | (요음) |
| あ | a  | i    | u    | e  | o  |    |        |        |        |
| か | ka | ki   | ku   | ke | ko |    | kya    | kyu    | kyo    |
| さ | sa | si   | su   | se | so |    | sya    | syu    | syo    |
| た | ta | ti   | tu   | te | to |    | tya    | tyu    | tyo    |
| な | na | ni   | nu   | ne | no |    | nya    | nyu    | nyo    |
| は | ha | hi   | hu   | he | ho |    | hya    | hyu    | hyo    |
| ま | ma | mi   | mu   | me | mo |    | mya    | myu    | myo    |
| や | ya |      | yu   |    | yo |    |        |        |        |
| ら | ra | ri   | ru   | re | ro |    | rya    | ryu    | ryo    |
| わ | wa | i    |      | e  | o  | n  |        |        |        |
| が | ga | gi   | gu   | ge | go |    | gya    | gyu    | gyo    |
| ざ | za | zi   | zu   | ze | zo |    | zya    | zyu    | zyo    |
| だ | da | (zi) | (zu) | de | do |    | (zya)  | (zyu)  | (zyo)  |
| ば | ba | bi   | bu   | be | bo |    | bya    | byu    | byo    |
| ぱ | pa | pi   | pu   | pe | po |    | pya    | pyu    | pyo    |

## 헵번식 표
|    | あ | い   | う   | え | お    | ん | (요음) | (요음) | (요음) |
| あ | a  | i    | u    | e  | o     |    |        |        |        |
| か | ka | ki   | ku   | ke | ko    |    | kya    | kyu    | kyo    |
| さ | sa | shi  | su   | se | so    |    | sha    | shu    | sho    |
| た | ta | chi  | tsu  | te | to    |    | cha    | chu    | cho    |
| な | na | ni   | nu   | ne | no    |    | nya    | nyu    | nyo    |
| は | ha | hi   | fu   | he | ho    |    | hya    | hyu    | hyo    |
| ま | ma | mi   | mu   | me | mo    |    | mya    | myu    | myo    |
| や | ya |      | yu   |    | yo    |    |        |        |        |
| ら | ra | ri   | ru   | re | ro    |    | rya    | ryu    | ryo    |
| わ | wa | wi   |      | we | wo(o) | n  |        |        |        |
| が | ga | gi   | gu   | ge | go    |    | gya    | gyu    | gyo    |
| ざ | za | ji   | zu   | ze | zo    |    | ja     | ju     | jo     |
| だ | da | (ji) | (zu) | de | do    |    | (ja)   | (ju)   | (jo)   |
| ば | ba | bi   | bu   | be | bo    |    | bya    | byu    | byo    |
| ぱ | pa | pi   | pu   | pe | po    |    | pya    | pyu    | pyo    |

## 일본식 표
|    | あ | い | う | え | お | ん | (요음) | (요음) | (요음) |
| あ | a  | i  | u  | e  | o  |    |        |        |        |
| か | ka | ki | ku | ke | ko |    | kya    | kyu    | kyo    |
| さ | sa | si | su | se | so |    | sya    | syu    | syo    |
| た | ta | ti | tu | te | to |    | tya    | tyu    | tyo    |
| な | na | ni | nu | ne | no |    | nya    | nyu    | nyo    |
| は | ha | hi | hu | he | ho |    | hya    | hyu    | hyo    |
| ま | ma | mi | mu | me | mo |    | mya    | myu    | myo    |
| や | ya |    | yu |    | yo |    |        |        |        |
| ら | ra | ri | ru | re | ro |    | rya    | ryu    | ryo    |
| わ | wa | wi |    | we | wo | n  |        |        |        |
| が | ga | gi | gu | ge | go |    | gya    | gyu    | gyo    |
| ざ | za | zi | zu | ze | zo |    | zya    | zyu    | zyo    |
| だ | da | di | du | de | do |    | dya    | dyu    | dyo    |
| ば | ba | bi | bu | be | bo |    | bya    | byu    | byo    |
| ぱ | pa | pi | pu | pe | po |    | pya    | pyu    | pyo    |

## 같이 보기
- 최영애-김용옥 일본어 표기법
- 로마자 가나 변환